# Agua Santa del Yuna
Agua Santa del Yuna är en ort i Dominikanska republiken.   Den ligger i kommunen Villa Riva och provinsen Duarte, i den östra delen av landet, 70 km norr om huvudstaden Santo Domingo. Agua Santa del Yuna ligger 8 meter över havet och antalet invånare är 1 830.
Terrängen runt Agua Santa del Yuna är platt norrut, men söderut är den kuperad. Runt Agua Santa del Yuna är det ganska tätbefolkat, med 166 invånare per kvadratkilometer. Närmaste större samhälle är Villa Riva, 12,3 km väster om Agua Santa del Yuna. Omgivningarna runt Agua Santa del Yuna är en mosaik av jordbruksmark och naturlig växtlighet.